# Rubén Ochandiano
Rubén Ochandiano de Higes (Madrid, 3 de octubre de 1980) es un actor español.

## Carrera
En televisión comenzó con papeles episódicos en series como Médico de familia o Periodistas, hasta que le llegó la oportunidad de interpretar un papel fijo en la serie juvenil Al salir de clase, que abandonó para dedicarse al cine. Años más tarde volvería a ser unos de los protagonistas de otra serie, Vientos de agua.
Su primera aparición en cine fue en la película de Icíar Bollaín Flores de otro mundo, ganadora de la Semana de la Prensa en el festival de Cannes de 1999. Entre sus títulos posteriores destacan El corazón del guerrero (2000), de Daniel Monzón; Asfalto (2000); Silencio roto (2001), de Montxo Armendáriz; Guerreros (2002) , de Daniel Calparsoro; La flaqueza del bolchevique (2003), de Manuel Martín Cuenca o el debut como director de José Corbacho junto a Juan Cruz en Tapas (2005).
A lo largo de su carrera ha trabajado a las órdenes de directores de gran relevancia como con Pedro Almodóvar en Los abrazos rotos, Steven Soderbergh en Che, Alejandro González Iñárritu en Biutiful o Gabriele Salvatores en Amnesia. 
También se le ha podido ver sobre las tablas en espectáculos teatrales como Los verdes campos del Edén, bajo la dirección de Antonio Mercero, o protagonizando Así es (si así os parece) (Miguel Narros) o Don Carlos de (Calixto Bieito). Además, también ha dirigido obras teatrales como La gaviota de Antón Chéjov en el 2011 o Antígona (Jean Anouilh).
Participó, además, en el reality Traitors España, en el que fue "traidor" y dónde su rol fue descubierto en el segundo programa.

## Nominaciones y premios
Ha recibido numerosos premios por su trabajo. Su papel de Sebas en Silencio roto le valió una nominación al Premio Goya al mejor actor revelación. Dirigió un cortometraje llamado El paraíso, por el que ha cosechado numerosos premios en diversos festivales internacionales, y ha escrito la novela Historia de amor sin título, publicada en octubre de 2012.

## Filmografía

### Cine
- Lobo feroz (2023), dirigida por Gustavo Hernández.
- The Infiltrator (2016), de Brad Furman
- Incidencias, de José Corbacho y Juan Cruz.
- Le Sanctuaire, de Olivier Masset-Depasse.
- Vulcania, de José Skaf
- No tengas miedo de Montxo Armendáriz.
- 88, dirigida por Jordi Mollà.
- Biutiful (2010), de Alejandro González Iñárritu.
- Los abrazos rotos (2009), de Pedro Almodóvar.
- Che dirigida por Steven Soderbergh.
- Tuya siempre (2007), de Manuel Lombardero.
- Tapas (2005), de José Corbacho y Juan Cruz.
- La flaqueza del bolchevique (2003), de Manuel Martín Cuenca.
- Descongélate! (2003), de Dunia Ayaso y Félix Sabroso.
- Guerreros (2002), de Daniel Calparsoro.
- Amnèsia (2002), de Gabriele Salvatores.
- Silencio roto (2001), de Montxo Armendáriz.
- San Bernardo (2000), de Joan Potau.
- El corazón del guerrero (2000), de Daniel Monzón.
- Asfalto (2000), de Daniel Calparsoro.
- Hyde & Jekill (2000), de Sara Mazkiarán (cortometraje).
- El figurante (2000), de Rómulo Aguillaume. (cortometraje)
- Shacky Carmine (1999), de Chema de la Peña.
- Flores de otro mundo (1999), de Icíar Bollaín.

Dirección:
- El paraíso (2010, cortometraje)
- Crossover, pieza para Canal+ España

### Televisión

#### Papeles fijos
- Al salir de clase (1999-2000)
- Vientos de agua (2006)
- Los hombres de Paco (2008)
- Toledo, cruce de destinos (2012)

#### Papeles episódicos
- Médico de familia (1997)
- A las once en casa (1998)
- Periodistas (1998)
- Ellas son así (1999)
- El comisario (2000)
- Hospital Central (2004)
- Vientos de agua - Serie tv Argentina (2006)
- Los misterios de Laura (2014)
- Operación Éxtasis-Undercover (2019)

### Teatro
- Nunca dije que era una niña buena, dirigida por J.G. Yagüe.
- Julieta y Romeo. Escarceo Teatro.
- 1, 2, 3... pon el mundo al revés, dirigida por Anne Serrano. Festival Teatralia.
- Los verdes campos del Edén, dirigida por Antonio Mercero. Centro Dramático Nacional.
- La enfermedad de la juventud
- Urbethnic, dirigida por África Morris.
- Así es (si así os parece), dirigida por Miguel Narros.
- Don Carlos, dirigida por Calixto Bieito.
- Antígona (2013), de Jean Anouilh, dirigida por Rubén Ochandiano.
- Tartufo, el impostor (2016) de Molière (versión de Pedro Víllora) dirigida por José Gómez-Friha.

#### Dirección
- La gaviota (2011).
- Delirio 2012
- Antígona (Anouilh) (2013), Jean Anouilh
- Animal, Rubén Ochandiano
- La Evolución, Rubén Ochandiano

## Premios
- Nominado al Goya como Actor Revelación por Silencio roto, de Montxo Armendáriz en (2001).
- Premio 15 de Octubre al Mejor Actor por Guerreros de Daniel Calparsoro.
- Nominado al Premio de la Unión de Actores como Mejor Actor de reparto por La flaqueza del bolchevique.
- Nominado al Premio de la Unión de Actores como Mejor Actor de protagonista de teatro por Así es (si así os parece).
- Premio El Mundo al Mejor Actor del cine Vasco 2006 por Tapas, de Juan Cruz y José Corbacho.
- Nominado al Premio a la Mejor Interpretación Masculina en el Festival de Cannes por Los abrazos rotos
- Premio al Mejor Actor de Reparto en el Festival de Cine Europeo de Lecce (Italia), por No tengas miedo.
- Premio Especial JOVEN REALIZADOR, en el Festival Corto de Ciudad Real, 2010, por El paraíso.